# Phryganea lithophila
Phryganea lithophila is een fossiele soort schietmot uit de familie Phryganeidae.